# クレイトン・ロースン
クレイトン・ロースン（Clayton Rawson、1906年 - 1971年）は、アメリカ合衆国のオハイオ州エリリア生まれ。推理作家にして推理雑誌編集者。アマチュア奇術師でもある。別名スチュアート・タウン。

## 概要
オハイオ州立大学卒業後の1930年代にアート・ディレクター、イラストレーターとしても活動していた。
「分かってしまえば当り前だが、心理的盲点をついていて気づかない」トリック、いわゆるミス・ディレクション（心理誤誘導）を効かせたトリックを得意とする。
1938年に処女作となる推理小説を出版（『帽子から飛び出した死』）。元奇術師という設定の探偵役「グレート・マーリニ」を主人公とした長編を発表し、作家としての地位を固めた。このほか、スチュアート・タウン名義での中編集が2冊存在する（この「マーリニ」という名前は有名なマジシャンハリー・フーディーニがロベール＝ウーダンから芸名を得たのに倣い、伝説の魔術師マーリンにiをつけたものと思われる）。
1945年、アメリカ探偵作家クラブ（MWA）を、アントニー・バウチャー、ローレンス・トリート、ブレット・ハリデイとともに創設。
1942年から1963年はさまざまな出版社で編集に当たったが、1963年にフレデリック・ダネイにスカウトされてエラリー・クイーンズ・ミステリ・マガジンのデスク（managing editor）となり、死去した1971年まで務めた。
奇術趣味は良く知られ、自らの小説の主人公「グレート・マーリニ」の名でショーを行い、自筆の挿絵を添えた一般向けの奇術解説書も著した。
ジョン・ディクスン・カーと親交が厚く、奇術趣味同士とあって推理作家の分野でも大きな影響を与え合った。「ドアや窓を目貼りした部屋における密室殺人」という同じ主題でカーと競作したことがあり、ロースンは短編『この世の外から』で、カーは長編『爬虫類館の殺人』でそれぞれまったく違う解決を行った。

## 主な著作

### 長編
- 帽子から飛び出した死（1938年）Death from a Top Hat
- 天井の足跡（1939年）The Footprints on the Ceiling
- 首のない女（1940年）The Headless Lady
- 棺のない死体（1942年）No Coffin for the Corpse

### 短編集
- 虚空から現れた死　Death Out of Thin Air (1941年) (スチュアート・タウン名義、翻訳はクレイトン・ロースン名義)
- Death from Nowhere (1943年) (スチュアート・タウン名義)
- The Great Merlini（1979年）
  - 入れ墨の男と折れた脚（「入れ墨男の手懸り」、「いれずみ男の謎」とも訳される）（初出1947年）The Clues of the Tattooed Man
  - 折れた脚の手懸りthe Broken Leg
  - 動機なき殺人（「ありそうでない動機の謎」とも。初出1947年）The Clue of the Missing Motive
  - この世の外から（初出1948年）Out of this World
    - 前述した、カーとの競作作品。交霊術の為に窓とドアとを目貼りした部屋における密室殺人。「Out of this World」は有名な手品の名前でもあるので、おそらくこれから名前を取ったものと思われる。

  - 天外消失（初出1947年）Off the Face of the Earth
    - 追跡中の犯人が電話ボックスの中で消失。

  - あの世から（初出1948年）From Another World
  - マーリニと嘘発見器
  - 消えたダイヤモンド
  - 音響効果殺人事件
  - 世に不可能事なし
  - 奇蹟なんぞはいつでも起る
  - マーリニと写真の謎
  - 世界最小の密室

### 奇術解説書
- あなたは魔術師　（グレート・マーリニ名義）